# Европско првенство у атлетици на отвореном 1962 — 800 метара за жене
Такмичење у трчању на 800 метара у женској конкуренцији на 7. Европском првенству у атлетици 1962. одржано је 15. и 16. септембра у Београду на стадиону ЈНА.
Титулу освојену у Стокхолму 1958, није бранила Јелизавета Јермолајева из СССР.

## Земље учеснице
Учествовало је 19 такмичарки из 10 земаља. 
1. Ирска (1)
2. Италија (1)
3. Југославија (1)
4. Мађарска (2)
5. Немачка (3)
6. Пољска (1)
7. Румунија (2)
8. СССР (3)
9. Уједињено Краљевство (3)
10. Холандија (2)

## Рекорди
| Рекорди пре почетка Европског првенства 1962.     | Рекорди пре почетка Европског првенства 1962. | Рекорди пре почетка Европског првенства 1962. | Рекорди пре почетка Европског првенства 1962. | Рекорди пре почетка Европског првенства 1962. | Рекорди пре почетка Европског првенства 1962. |
| ------------------------------------------------- | --------------------------------------------- | --------------------------------------------- | --------------------------------------------- | --------------------------------------------- | --------------------------------------------- |
| Светски рекорд                                    | Дикси Вилис                                   | Аустралија                                    | 2:01,2+                                       | Перт, Аустралија                              | 3. март 1962.                                 |
| Европски рекорд                                   | Људмила Шевцова                               | Совјетски Савез                               | 2:04,3                                        | Москва, СССР                                  | 3. јул 1960.                                  |
| Европски рекорд                                   | Људмила Шевцова                               | Совјетски Савез                               | 2:04,3                                        | Рим, Италија                                  | 7. септембар 1960.                            |
| Рекорди европских првенстава                      | Јелизавета Јермолајева                        | Совјетски Савез                               | 2:06,3                                        | Стокхолм, Шведска                             | 24. август 1958.                              |
| Рекорди после завршетка Европског првенства 1962. |                                               |                                               |                                               |                                               |                                               |
| Европски рекорд                                   | Герда Кран                                    | Холандија                                     | 2:02,8                                        | Београд, Југославија                          | 16. септембар 1962.                           |
| Рекорди европских првенстава                      | Герда Кран                                    | Холандија                                     | 2:06,3                                        | Београд, Југославија                          | 15. септембар 1962.                           |
| Рекорди европских првенстава                      | Герда Кран                                    | Холандија                                     | 2:02,8                                        | Београд, Југославија                          | 16. септембар 1962.                           |

## Освајачи медаља
|                      |                          |                    |
| Герда Кран Холандија | Валтрауд Кауфман Немачка | Олга Кази Мађарска |

## Сатница
| Датум         | Време | Коло          |
| ------------- | ----- | ------------- |
| 15. септембар | 17:35 | Квалификације |
| 16. септембар | 17:35 | Финале        |

## Резултати

### Квалификације
У квалификацијама такмичарке су биле подељене у три групе. Прва и трећа су имела по 7 такмичарки, а друга 5. За финале квалификовале су се по 2 првопласиране из све три групе (КВ).
| Пласман | Група | Такмичарка           | Земља                | Резултат | Белешке |
| ------- | ----- | -------------------- | -------------------- | -------- | ------- |
| 1.      | 1     | Герда Кран           | Холандија            | 2:06,3   | КВ, РЕП |
| 2.      | 2     | Џој Џордан           | Уједињено Краљевство | 2:07,4   | КВ      |
| 3.      | 2     | Валтрауд Кауфман     | Немачка              | 2:07,7   | КВ      |
| 4.      | 3     | Олга Кази            | Мађарска             | 2:08,1   | КВ      |
| 4.      | 3     | Кристина Новаковска  | Пољска               | 2:08,1   | КВ      |
| 6.      | 1     | Вера Муханова        | СССР                 | 2:08,3   | КВ      |
| 7.      | 1     | Филис Перкинс        | Уједињено Краљевство | 2:08,4   |         |
| 7.      | 2     | Људмила Лисенко      | СССР                 | 2:08,4   |         |
| 9.      | 2     | Флорика Греческу     | Румунија             | 2:08,8   |         |
| 10.     | 3     | Тамара Димитријева   | СССР                 | 2:08,9   |         |
| 11.     | 1     | Илзе Шенеман         | Немачка              | 2:09,4   |         |
| 12.     | 3     | Анита Вернер         | Немачка              | 2:09,5   |         |
| 13.     | 3     | Madeline Ibbotson    | Уједињено Краљевство | 2:09,7   |         |
| 14.     | 1     | Гизела Шашвари       | Мађарска             | 2:11,1   |         |
| 15.     | 3     | Jannie van Eyck-Voss | Холандија            | 2:11,3   |         |
| 16.     | 1     | Maeve Kyle           | Ирска                | 2:13,0   | НР      |
| 17.     | 1     | Elisabeta Teodorof   | Румунија             | 2:13,6   |         |
| 17.     | 3     | Ђилда Јанаконе       | Италија              | 2:13,6   |         |
| 19.     | 2     | Милица Рајков        | Југославија          | 2:16,5   |         |

### Финале
| Пласман | Такмичарка          | Земља                | Време  | Белешке |
| ------- | ------------------- | -------------------- | ------ | ------- |
|         | Герда Кран          | Холандија            | 2:02,8 | ЕР, НР  |
|         | Валтрауд Кауфман    | Немачка              | 2:05,0 | НР      |
|         | Олга Кази           | Мађарска             | 2:05,0 | НР      |
| 4       | Џој Џордан          | Уједињено Краљевство | 2:05,0 | НР      |
| 5       | Кристина Новаковска | Пољска               | 2:05,8 | НР      |
| 6       | Вера Муханова       | СССР                 | 2:07,2 |         |